# Параметри стану
Пара́метри ста́ну — фізичні величини, що характеризують стан термодинамічної системи: температура, тиск, питомий об'єм,  електрична поляризація та ін.
Розрізняють екстенсивні параметри стану, пропорційні масі системи, й інтенсивні параметри стану, які не залежать від маси системи. До екстенсивних належать об'єм, внутрішня енергія, ентропія, ентальпія, вільні енергії Гіббза та Гельмгольца, до інтенсивних — тиск, температура, концентрація, магнітна індукція та ін. Не всі параметри стану незалежні, тому що рівновагу стану системи можна безперечно визначити, встановивши певні значення обмеженої кількості параметрів системи.